# عرس رنا (فلم)
فيلم سينمائي فلسطيني أخرجه هاني أبو أسعد يدور حول زواج رنا بين الرفض والمعاناة.

## الإنتاج
فيلم عرس رنا أو في الإنجليزية  Wedding من إنتاج العام 2002 لوزارة الثقافة الفلسطينية ـ بدعم من دولة الإمارات وبعض المؤسسات الدولية الصديقة ـ ومدته تسعون دقيقة. وهو مأخوذ عن قصة للكاتبة الفلسطينية ليانة بدر، وله اسم آخر في النسخة المترجمة للألمانية وهو القدس في يوم آخر. قد تحمس مكتب الأمين العام للجامعة العربية السيد عمرو موسى على الحصول على نسخة من الفيلم بسبب إطلاقها للعالم، ولأن الفيلم مرشح للترجمة لعدة لغات عالمية بسبب أنه يعتمد على القياس الدولي المعتمد ـ 35 م.م ـ، سعى القائمين عليه إلى ابعاد القصة السياسية عنه حيث أنه اعتمد على التلقائية.

## القصة
هو عن مفارقات تلامس حياة رنا الفتاة الفلسطينية العشرينية التي ضجر منها والدها من دلالها وتلك الصفة التي تمنعها عن الزواج من الذين يتقدمون لها، فوضع لها قائمة بأسماء المناصب العليا لتختار منها زوج المستقبل، وترك لها الحرية لتختار أحدهم للزواج قبل الرابعة عصراً، لأنه قد حجز تذكرة سفر لرحلة طويلة إلى مصر على ما يبدو، وإن لم تختار أحدهم قبل ذلك الوقت فإن والدها سوف يرفع يديه عن مستقبلها أبداً. لكنها تحب شابا آخرا ليس من ضمن تلك القائمة هو «خليل» ذلك الشاب المثقف، الشاب المسرحي الذي يعيش كل يوما بيومه ولا يمكن أن يلبي ما يطلبة الأب من الزوج المثالي. وليس أمام رنا إلا ان تتصل عليه حتى يصنعا أمر ليوافق والدها عليه، وقد كان يترك لها دائما البريد الصوتي لتضع رسائلها له وتحتم عليها أن تبحث عنه بين القدس ورام الله، ويتصل أصدقائها بالمأذون لكنه طلب الأسباب لرفض الأب وإن لم تكن مقنعة فسوف يقوم بإجرائات كتب الكتاب، وعندما تجده رنا بعد المعاناة بالبحث عليه يرتبو ما يسمى ب «الجاهه» التي تزحزح الأب عن عناده، وبقي عليهم اعدادت الزواج.حيث أنها استكفت بالتزين بتسريحة شعر مرتجلة من غير غسيل، توفيراً للوقت وبثوب الزفاف الأبيض البسيط. وكان عليها أن تزور جدتها لتبارك هذا الزواج، وتبقى العقبة الأخيرة وهي كيفية وصول المأذون إلى بيت العروس حيث أن سلطات الاحتلال قد أقامت حاجزاً علق المأذون خلفه. لكن رنا المصره على الزواج تستعين باقتراح مجنون من الأصدقاء والصديقات، وهو أن يتم عقد القران داخل السيارة، في الشارع!!. ويوافق المأذون وهو بين الدهشة والاستغراب والسعادة. وهكذا يعلن عن خليل ورنا زوجين، وتبدأ الزفة الغريبة في الشارع، مع تصفيق جمهور المتفرجين الذين وجدوا أنفسهم شركاء في «عرس رنا» بينما تضيء الشاشة بمقطع مختار بذكاء من قصيدة الشاعر محمود درويش، «حالة حصار» يؤكد أن الفلسطينيين قادرون على أن يقولوا بحق: إننا «نربي الأمل».

## الممثلين والمنتجين
- كلارا خوري في دور رنا
- خليفه الناطور في دور خليل
- بشرى قرمان في دور جدة رنا
- السيناريو ليانة بدر
- إخراج هاني أبو أسعد
- موسيقى التصوير بشار عبد ربه

## روابط خارجية
- مقالات تستعمل روابط فنية بلا صلة مع ويكي بيانات